# Heliamphora ionasi
Heliamphora ionasi är en flugtrumpetväxtart som beskrevs av B. Maguire. Heliamphora ionasi ingår i släktet Heliamphora och familjen flugtrumpetväxter. Inga underarter finns listade i Catalogue of Life.

## Bildgalleri

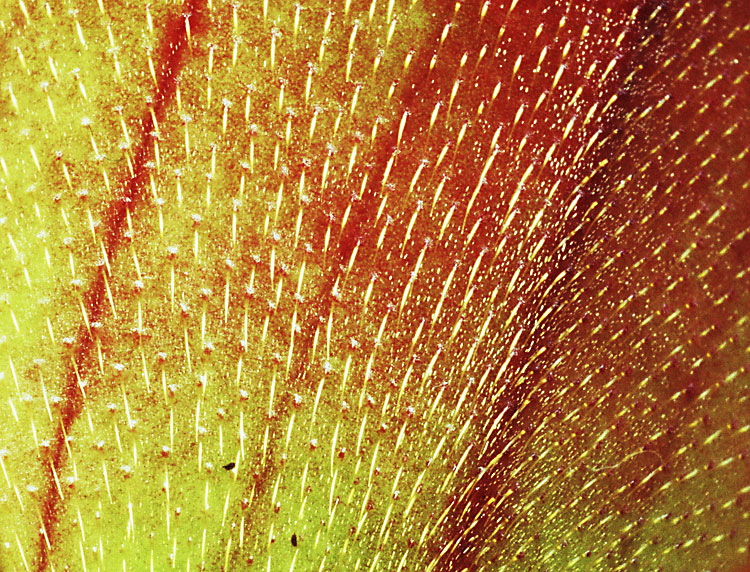
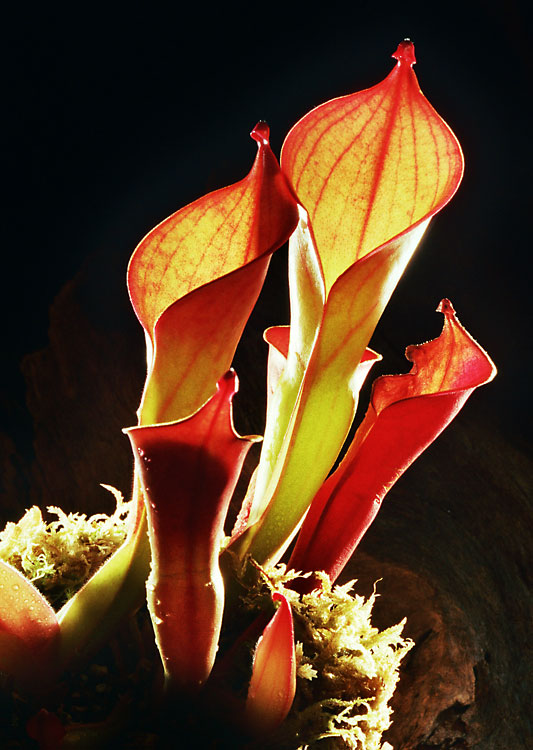
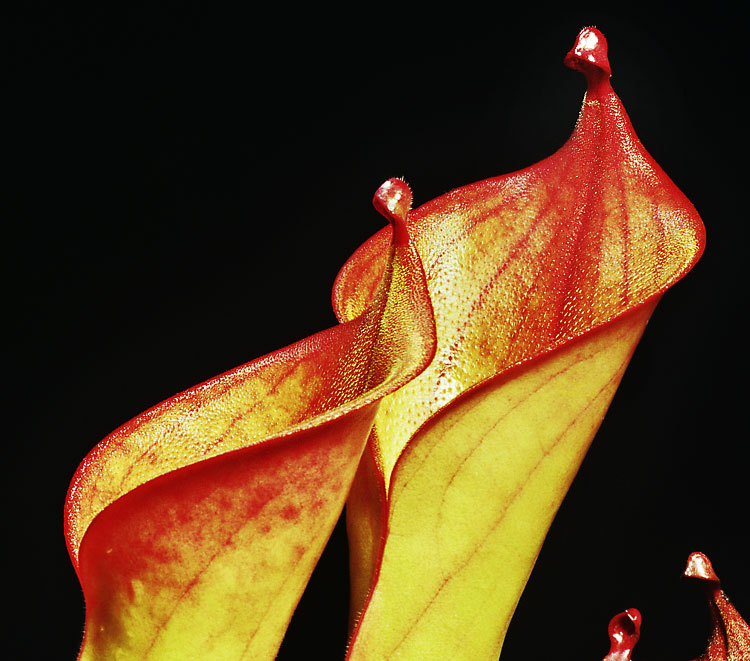
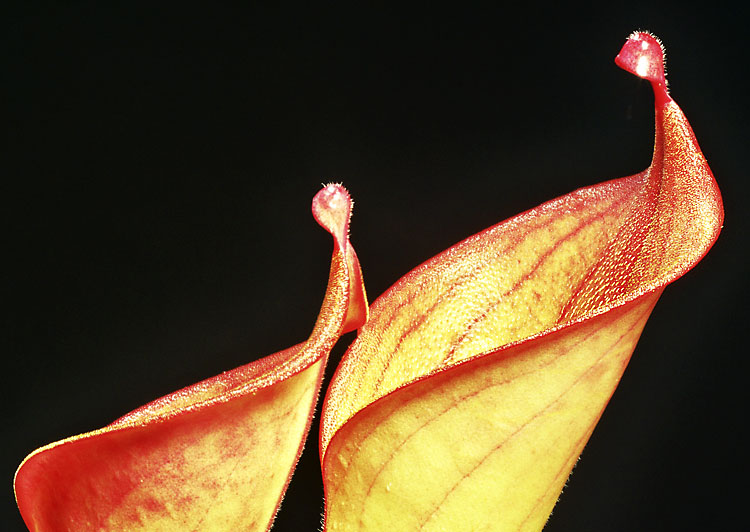
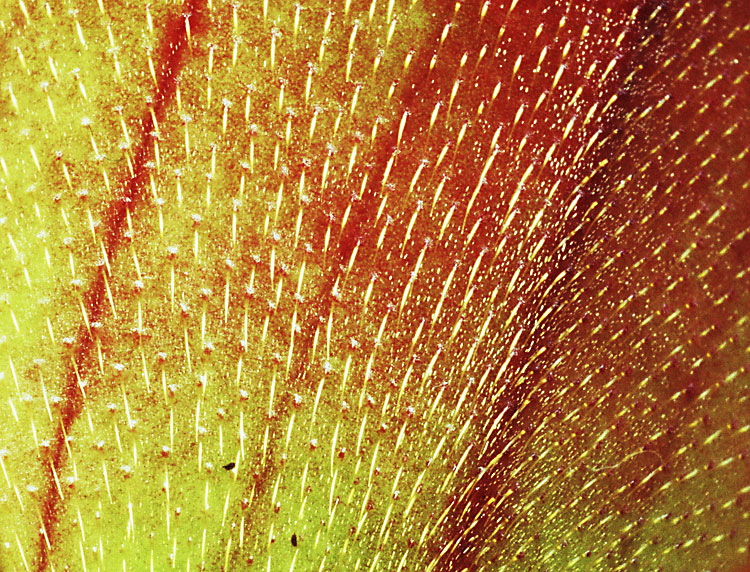
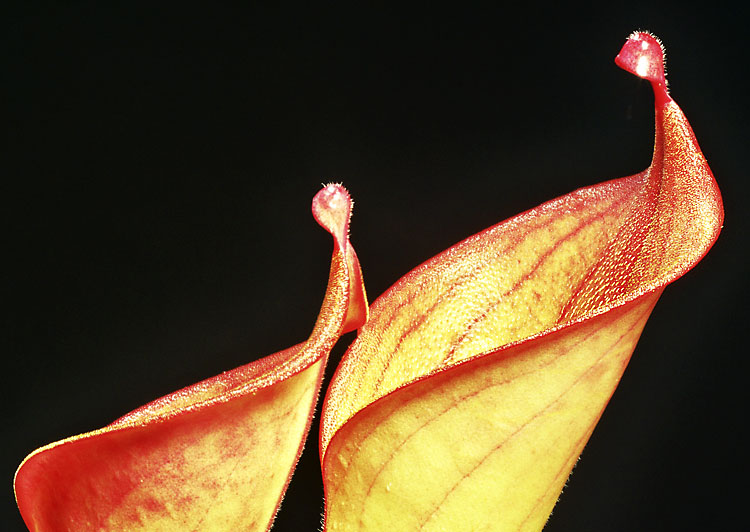